# Aldo Baldassarri
Aldo Baldassarri (Mondavio, 3 marzo 1885 – Roma, 24 maggio 1973) è stato un giurista italiano.

## Biografia
Appartenente a una famiglia della piccola borghesia marchigiana originaria di Recanati, dopo i suoi studi liceali e universitari a Perugia si trasferì assieme ai fratelli a Roma nel 1911, prendendo servizio presso l'allora Ministero della Guerra. 
Risultato nel 1929 vincitore di una cattedra universitaria, insegnò per un breve periodo a Macerata, per poi trasferirsi come socio fondatore presso la nuova Università di Bari, dove rimase come ordinario di diritto internazionale sino alla cessazione dal servizio per raggiunti limiti di età (1960).

## Principali pubblicazioni
- La capacità patrimoniale della donna maritata nel diritto civile dei principali Stati d'Europa. Roma, Officina Poligrafica Italiana, 1910.
- Su alcune importanti questioni di diritto penale internazionale, Roma, Officina Poligrafica Italiana, 1910.
- Rimpatrio di emigranti, contravvenzioni, Roma, Tipografia dell'Unione Editrice, 1911.
- La neutralizzazione, Roma, Pallotta, 1912.
- Il fondamento della estradizione, Roma, Pallotta, 1914.
- Il diritto penale internazionale nel progetto preliminare di un nuovo Codice penale, Roma, Athenaeum, 1928.
- Il trattato del Laterano, Macerata, Bianchini, 1930, e Bari, Cressati, 1930.
- La guerra economica britannica e il diritto marittimo di guerra, Bari, Cressati, 1942.
- Corso di diritto internazionale, Bari, Cacucci, 1947 e seguenti.